# 亚历山大·苏沃洛夫
亞歷山大·瓦西里耶維奇·蘇沃洛夫（俄语：Алекса́ндр Васи́льевич Суво́ров；1730年11月24日—1800年5月18日），是18世紀的俄羅斯將軍，曾獲封為俄羅斯大元帥、陸軍元帥、王公；神聖羅馬帝國元帥、伯爵；薩丁尼亞王國大元帥、親王；義大利親王與雷姆尼克伯爵。他被視為是俄羅斯歷史上最偉大的軍事將領，也是一位出色的軍事理論家，在漫長的軍事生涯中從未遭受重大失利。
蘇沃洛夫在七年戰爭與巴爾聯盟戰爭中表現出色，晉升為將軍，之後在1768年的俄土戰爭中數次擊敗鄂圖曼軍隊。1783年他晉升為步兵上將，在接下來的俄土戰爭中贏得金伯恩、奧恰基夫、福克沙尼、勒姆尼克、伊茲梅爾等戰。1794年他率軍鎮壓波蘭柯斯丘什科起義，在普拉加戰役後迫使華沙投降。第二次反法同盟期間，他被封為陸軍元帥和奧俄聯軍總司令，在贏得卡薩諾、特雷比亞、諾維戰役後，幾乎將法軍趕出義大利，但隨著法國將軍馬塞納在蘇黎世的勝利，蘇沃洛夫被迫透過一場艱苦的行軍逃脫法軍的包圍圈。1800年5月18日，他在俄羅斯聖彼得堡去世。

## 生平

### 早年
亞歷山大·蘇沃洛夫於1730年11月24日出生在俄罗斯帝国莫斯科的一個貴族家庭，父親瓦西里·伊萬諾維奇·蘇沃洛夫是一名軍人與議員，母親阿夫多佳·費多謝耶夫娜是法官之女。蘇沃洛夫從小體弱多病，但熱衷於學習數學、地理與軍事歷史，並在加尼巴爾將軍的幫助下成功說服其父讓他加入軍隊。1745年，蘇沃洛夫入伍，在謝苗諾夫斯基團中服役。他在該團中表現出色，軍階迅速提升。1756年至1758年，他在战争院中任職，然後加入正對普魯士王國作戰的俄羅斯部隊。
1758年，蘇沃洛夫為前線部隊組建預備隊，並在梅梅爾擔任要塞指揮官。1759年，他被任命為俄軍參謀，參與庫勒斯道夫戰役。1761年，蘇沃洛夫開始獨立指揮部隊，投入攻佔科尔贝格的作戰，然後於1762年晉升為上校。之後，他擔任蘇茲達利步兵團團長。1768年巴爾聯盟戰爭爆發後，蘇沃洛夫指揮部隊鎮壓波蘭叛軍，在多場作戰中擊敗對手，但在進攻蘭科羅納要塞時被擊敗。

### 俄土戰爭
1773年，蘇沃洛夫被派遣至巴爾幹半島與奥斯曼帝国作戰，服役於彼得·魯緬采夫麾下。同年5月21日與6月28日，蘇沃洛夫率軍兩度擊敗圖特拉坎的奥斯曼軍部隊。9月14日，蘇沃洛夫在防守希爾索沃時再度擊退並重創奥斯曼軍進攻部隊。1774年，蘇沃洛夫晉升為中將，然後在同年6月20日於科茲盧扎戰役以少勝多擊潰奥斯曼軍。1774年7月21日，兩國簽訂《庫楚克開納吉和約》，克里米亞汗國成為俄羅斯保護國。然而俄國扶持的政權不得民心，蘇沃洛夫於1776年進駐克里米亞，鎮壓叛軍並被任命為驻克里米亚與库班军队司令。1786年10月3日，蘇沃洛夫晉升為陸軍上將。

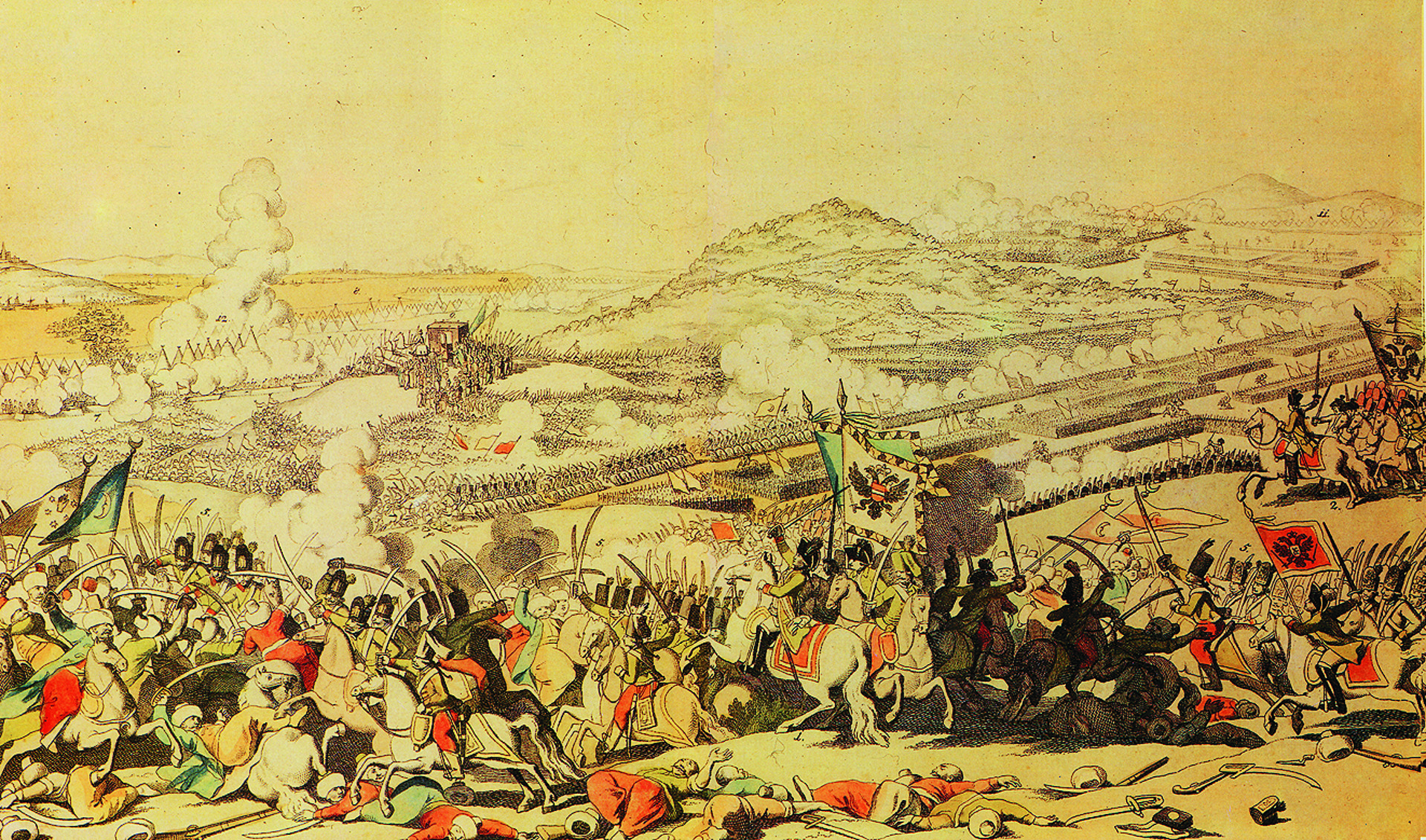
勒姆尼克戰役

1787年，俄土戰爭再度爆發，蘇沃洛夫負責指揮克里米亞及赫尔松—金布恩地帶的部隊。同年9月25日，一支奥斯曼部队在艦隊的輔助下嘗試登陸金伯恩半島，但被擊退。10月12日，奥斯曼军再度登陸進攻金伯恩，但蘇沃洛夫迅速發動三次進攻重創敵軍。1788年6月，格里戈里·波将金率領主力部隊渡過布格河，圍攻奧恰科夫。蘇沃洛夫被指派為左翼司令，他曾主張從陸海兩面強攻要塞，但被波將金反對。之後，他因為在作戰中深受重傷及與波將金的分歧決定返回金伯恩。1789年春，蘇沃洛夫師共一萬人駐於伯尔拉德一帶，協同奧地利軍科布爾親王的1.8萬人作戰。同年6月下旬，3萬名奧斯曼部隊抵達福克沙尼，鄰近科布爾親王的部隊，迫使其向蘇沃洛夫求援。7月27日，蘇沃洛夫率5,000人急行軍至阿茹德與奧軍會師。8月1日，聯軍與奧斯曼軍爆發福克沙尼戰役，前者成功從兩翼迂迴敵軍，給予奧斯曼軍慘重的損失。戰鬥結束後，蘇沃洛夫返回伯尔拉德，科布爾親王則駐防福克沙尼。同年9月中旬，奧斯曼軍主力向福克沙尼推進，當地奧軍再次向蘇沃洛夫求援。9月18日至21日，蘇沃洛夫從貝爾拉德急行軍至福克沙尼與友軍會合。21日晚，聯軍趁夜偷渡勒姆納河，於次日清晨與敵軍爆發激戰，雙方激烈交戰十二小時後，奧斯曼軍被迫放棄陣地潰退，傷亡與溺斃者達1萬多人，而聯軍僅傷亡1,000多人。
1790年12月上旬，俄軍兩次嘗試圍攻多瑙河左岸的伊兹梅爾要塞，但均未得逞。12月13日，蘇沃洛夫抵達接管指揮，決定強攻。他計劃從東、西、南三个方向同時進攻，其中防禦較為薄弱的南面是其主攻方向。12月18日，他致信奧斯曼守軍司令要求投降，但被拒絕。12月22日，俄軍同時對要塞發動強攻，攻入城內後與守軍進行慘烈的巷戰，最終於下午4點奪下城市。奧斯曼軍陣亡2.6萬人、被俘9,000人，而俄軍也傷亡多達1萬人。至此蘇沃洛夫已經打破多瑙河下游的奧斯曼防線，但因為俄軍在部署上的緣故，他接下來轉調至芬蘭地區。1792年，雙方簽訂《雅西和約》。

### 鎮壓波蘭起義
1794年，蘇沃洛夫再次轉調至波蘭地區，以應對此時如火如荼的柯斯丘什科起義。他先在9月至10月期間於一系列的會戰中擊敗波蘭起義軍，然後於11月進攻起義軍佔據的华沙。俄軍佔領華沙普拉加區後，對當地平民與民兵進行大屠殺，超過20,000名起義軍死亡或被俘，還有12,000名平民被俄軍屠殺。之後，蘇沃洛夫擔任駐波俄軍司令，於1794年11月30日晉升為陸軍元帥。1795年至1796年，他負責指揮駐烏克蘭俄軍，並在此期間寫成《制勝的科學》ㄧ書。
第三次瓜分波蘭結束後，俄羅斯宮廷將目光轉向新生的法兰西第一共和国。1796年，法國將領拿破崙·波拿巴在北義大利多次戰勝反法同盟，俄羅斯沙皇叶卡捷琳娜二世決定派遣俄軍進入奧地利支援反法同盟，並任命蘇沃洛夫為遠征軍總司令。然而叶卡捷琳娜二世於1796年11月17日因中風逝世，其子帕维尔一世即位，遠征作戰計劃無疾而終。新任沙皇帕维尔與蘇沃洛夫在軍事議題上有諸多齟齬，最終導致蘇沃洛夫於1797年2月17日被革職。

### 第二次反法同盟
1798年底，俄國、英國、奧地利、奥斯曼帝国等國在俄羅斯沙皇保羅一世的牽頭下，再度組建反法同盟。1799年2月，保羅一世在盟國的堅持下同意任命蘇沃洛夫為義大利地區俄軍總司令。他同時得到奧軍指揮權，並被任命為神聖羅馬帝國元帥。4月15日，蘇沃洛夫抵達聯軍駐義大利司令部接管指揮，並決定趕在南方法軍的麦克唐纳那不勒斯軍團北上前，擊敗北方法軍的謝雷義大利軍團。4月中旬聯軍發動攻勢，迫使法軍放棄布雷西亚與贝加莫，撤往阿达河西岸以2.8萬人展開戰線防守。蘇沃洛夫因其握有人數優勢，決定在正面以絕對兵力優勢突破，兩翼辅助牽制。4月26日8时，北翼巴格拉季昂部隊先以3000人牽制該處法軍達12小時，然後聯軍主力與南翼梅拉斯部隊成功突破法軍防禦。新任法軍司令莫羅趕忙調整部署阻擊聯軍，最終法軍撤出戰場，聯軍於4月29日佔領倫巴底首府米蘭。

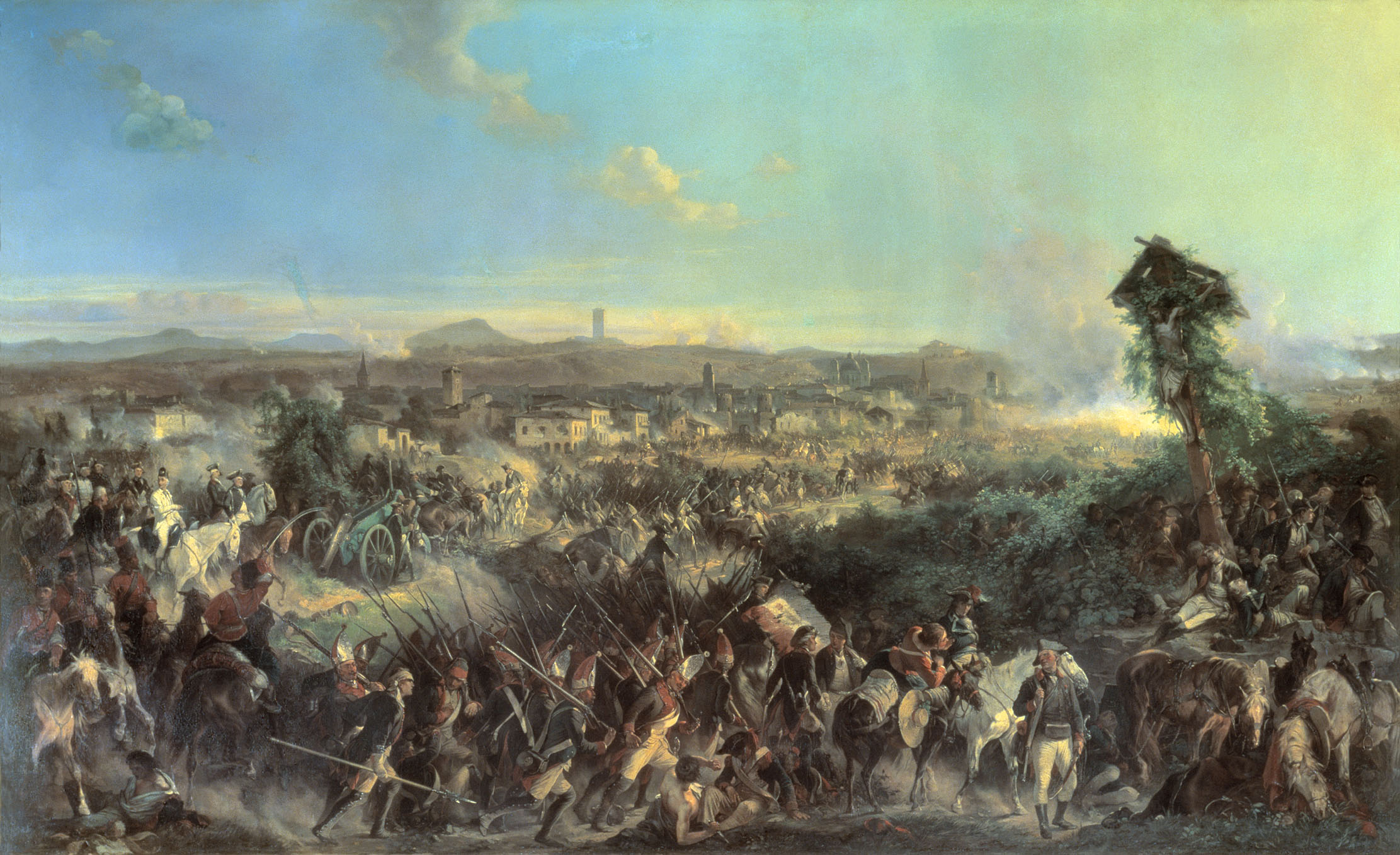
諾維戰役

同年6月，法軍意圖經兩路進攻亚历山德里亚附近的俄軍，其中莫羅指揮的義大利軍團從熱那亞向東移動，牽制蘇沃洛夫；而麦克唐纳的那不勒斯軍團從佛罗伦萨向北移動，從東面迂迴俄軍，進攻其後方。蘇沃洛夫對此決定率主力進攻麥克唐納的部隊，同時派遣部隊牽制莫羅。6月17日，俄法兩軍先遣部隊爆發前哨戰，法軍退至特雷比亚河左岸。6月18日上午10時，聯軍主攻部隊迂迴法軍左翼，意圖斷其後路，但法軍頂住聯軍的進攻，於傍晚撤至河右岸。6月19日早，麥克唐納率軍渡河反擊，但被聯軍擊退，撤回出發陣地。6月20日早，蘇沃洛夫指揮兩路部隊追擊撤退的法軍，在皮亚琴察俘虜數千人。之後，蘇沃洛夫轉向進攻莫羅指揮的義大利軍團，後者決定向熱那亞撤退。8月11日，新任法軍義大利軍團司令儒貝爾率軍進攻托爾托納地區，蘇沃洛夫立即做出應對，企圖將法軍誘至平原決戰。8月15日諾維戰役爆發，雙方在法軍左翼與中央持續數小時的拉鋸，直到聯軍增援抵達後才分出勝負。
之後，蘇沃洛夫指揮的聯軍部隊接令北上瑞士，於9月8日從亚历山德里亚出發。9月21日，聯軍經捷徑翻越阿尔卑斯山。9月24日，蘇沃洛夫進攻法軍鎮守的聖哥達山口，然後繼續推進至木登河谷。然而蘇沃洛夫抵達木登河谷後，得知瑞士地區的俄軍主力已在蘇黎世戰役被法軍瑞士軍團司令安德烈·马塞纳擊敗，其部已陷入絕境。他於9月30日將部隊分成兩部分，主力向東格拉魯斯方向撤退，後衛部隊奮力抵抗法軍追兵。10月5日夜，俄軍成功逃脫法軍包圍圈，在兩天後跨過瑞士邊境抵達萊茵河。不久後，俄羅斯帝國退出第二次反法同盟。

### 逝世
1799年11月8日，蘇沃洛夫被封為俄羅斯大元帥。1800年初，蘇沃洛夫回到聖彼得堡，但沙皇保罗一世並未舉行盛大的歡迎儀式，而是讓他在黑夜中悄然進城，後續也拒絕接見他。1800年5月18日，蘇沃洛夫因疲勞與疾病在聖彼得堡去世。由於沙皇的親自干涉，他並未以大元帥應有的禮制下葬，而是僅將其視為元帥中的一員。

## 註腳
1. ↑  吴春秋（1983年），第118页
2. ↑  吴春秋（1983年），第122页
3. ↑  布萊寧（2018年），第805页
4. ↑  吴春秋（1983年），第133页
5. ↑  克劳塞维茨a（2019年），第573-574页
6. ↑  Dodge A（1904年），第607页